# إبراهيما سيسيه (لاعب كرة قدم)
إبراهيما سيسيه هو لاعب كرة قدم فرنسي، ولد في 15 فبراير 2001 في درو في فرنسا. لعب مع نادي غينت.